# Gerard van der Schroeff
Gerard Johan Cornelis van der Schroeff (Paramaribo, 5 februari 1913 – Málaga, 21 september 2000) was een Surinaams tennisser, praktizijn (advocaat) en politicus.

## Biografie
Na de mulo aan de Hendrikschool volgde Van der Schroef zelfstudie wat eind 1934 resulteerde in het behalen van het praktizijnsexamen waarop hij praktizijn werd. Eind 1938 trouwde hij met de in Nederland geboren Evelin Linscheer en samen kregen ze enkele kinderen. 

### Sporter
Hij tenniste sinds zijn tiende en speelde op de tennisclub Paramaribo. In 1931 speelde hij tijdens het eerste het landskampioenschap en werd hij eerste in het herenenkel, eerste in het gemengd dubbel met Wiesje de Freitas-Hirschfeld en eerste in het herendubbel met Scholze. Tien jaar lang bleef hij landskampioen, totdat hij in 1941 de titel moest afstaan aan Herman Tjin A Djie. Ook won hij internationale wedstrijden, zoals om de A.A. Dragtenbeker in 1932 tegen Brits-Guyana en in 1941 en 1942 tegen de Amerikaan Reece.
In 1940 trad hij toe tot het bestuur van de Surinaamse Voetbal Bond als penningmeester en waarnemend voorzitter. Kort daarna werd hij voorzitter en bleef tot 1951 aan in deze functie. In deze jaren blies hij de voetbalsport nieuw leven in en haalde de heer Dubois uit Nederland, als eerste buitenlandse trainer, om de nationale elf klaar te stomen in de wedstrijden die Suriname in 1948 tegen Nederland speelde.

### Politicus
Bij de oprichting in september 1946 van de Nationale Partij Suriname (NPS) werd hij de voorzitter. Begin 1948 nam hij namens de NPS deel aan de Eerste Ronde Tafel Conferentie. In april van dat jaar werd het parlementslid Thomas Waller CAB-lid en bij de tussentijdse verkiezingen ter vervulling van de ontstane vacature bij de Staten van Suriname werd Van der Schroeff gekozen. Hij bleef daarnaast zijn vak uitoefenen al was in 1948 de term praktizijn vervangen door advocaat. In februari 1949 werd J.A. de Miranda voorzitter van de Staten en Van der Schroeff ondervoorzitter. Nadat De Miranda twee maanden later vanwege het faillissement van zijn notaraat was opgestapt volgde Van der Schroeff hem op als voorzitter. Bij de Statenverkiezingen in mei 1949 werd hij als NPS-kandidaat herkozen en bleef hij de Statenvoorzitter. In 1950 speelde de Hospitaalkwestie wat binnen de NPS tot grote spanningen leidde. In juli van dat jaar behoorde Van der Schroeff tot de 8 van de 13 NPS-Statenleden die uit die partij stapte maar hij bleef wel Statenlid en voorzitter. Door de voortdurende problemen kwam begin 1951 een einde aan het kabinet van premier J.C. de Miranda en na de vervroegde verkiezingen kwam een einde aan de parlementaire loopbaan van Van der Schroeff. Ook daarna bleef hij nog lang werkzaam als advocaat. Verder was hij langdurig bestuurlijk actief binnen de padvinderij in Suriname waarvan hij als kind al betrokken was bij de oprichting. Samen met Desi Polanen richtte hij rond 1962 de nieuwe politieke partij Waarom Iets Nieuws (WIN) op en bij de verkiezingen begin 1963 was hij kandidaat voor het 'Actiefront' maar werd niet gekozen. In 2000 overleed Van der Schroeff op 87-jarige leeftijd.